# Juanjo Coello
Juan José Coello Valverde más conocido como Juanjo Coello (nacido el 26 de septiembre de 1988, Murcia, España) es un baloncestista profesional español. Se desempeña en la posición de base y actualmente juega en el Unión Baloncesto Archena.

## Trayectoria deportiva
El hijo del entrenador de baloncesto Felipe Coello, es un base formado entre las canteras del C.B. Capuchinos y del CB Murcia.
Tras salir de CB Capuchinos Murcia en 2007, formaría parte durante dos temporadas de la plantilla del CB Balneario de Archena en Liga LEB Bronce.
Más tarde, jugaría en Liga EBA durante varias temporadas en las filas del Club Baloncesto Begastri y del CB Myrtia, antes de ser Real Murcia Baloncesto.
En la temporada 2015-16, formó parte de la plantilla del Real Murcia Baloncesto de Liga EBA, con el que iría ascendiendo hasta llegar a LEB Oro con el conjunto murcianista en el transcurso de 6 temporadas.
En agosto de 2020, renueva su contrato con el Real Murcia Baloncesto para jugar en Liga LEB Oro, lo que sería su séptima temporada consecutiva.
En octubre de 2021, firma por el FC Cartagena CB de la Liga LEB Plata.
El 27 de junio de 2022, regresa a Archena para jugar en el Unión Baloncesto Archena.